# Il mondo della luna (Galuppi)
Il mondo della luna és una òpera en tres actes composta per Baldassare Galuppi sobre un llibret italià de Carlo Goldoni. S'estrenà al Teatro San Moisè de Venècia el 29 de gener de 1750.	
Es representà per primera vegada a Catalunya al Teatre de la Santa Creu de Barcelona en la inauguració de la temporada 1751-1752.
Més tard, el mateix llibret fou musicat per Haydn i altres autors. La versió de Galuppi fou probablement la més divulgada el segle xviii.